# Parafia Wszystkich Świętych w Brożcu
Parafia Wszystkich Świętych w Brożcu – parafia rzymskokatolicka, znajdująca się w diecezji opolskiej, w dekanacie Krapkowice.
1 czerwca 2023 proboszczem parafii został mianowany ks. Grzegorz Kokot.

## Historia
W 1228 r. wioska wspominana była wśród dóbr klasztoru norbertanek w Rybniku, później w Czarnowąsach. Kościół parafialny istniał już w 1319 r. W 1447 r. parafia była potwierdzona w archiprezbiteracie głogóweckim w spisie świętopietrza. Do 1701 r. duszpasterstwo sprawowali norbertanie z opactwa św. Wincentego we Wrocławiu. Obecny kościół wybudowany w latach 1774–75 w miejsce poprzedniego, drewnianego, o cechach barokowych. W kościele znajdują się rzeźby barokowe św. Piotra i Pawła z XVII w. oraz monstrancja z 1723 r. Z parafii pochodzi bp Alfons Nossol, ordynariusz Diecezji Opolskiej.